# Fields of the Nephilim
Fields of the Nephilim (The Nephilim, Fields of the Nephilim AD) – angielska grupa muzyczna wykonująca rock gotycki. Powstała w 1984 roku w Stevenage w Anglii, z inicjatywy Carla McCoya, Gary’ego Whiskera, Tony’ego Pettitta, Paula Wrighta oraz Noda Wrighta. Niedługo potem do grupy dołączył Peter Yates, z którym zarejestrowano pierwszy album zatytułowany Dawnrazor.

## Historia

### 1984–1991[2]
Fields of the Nephilim został powołany do życia w 1984 r. Założycielami byli Carl McCoy (wokalista), Tony Pettitt (gitara basowa), Gary Whisker (saksofon) oraz bracia Wright: Nod (perkusja) i Paul (gitara). Nazwę dla zespołu zaczerpnął, od biblijnych Nefilimów, lider - McCoy, zafascynowany mitologią, okultyzmem i gnozą  - co już na wstępie wyznaczyło tory dla rozwoju grupy.
Wydanie pierwszej ep-ki (Burning the Fields) było poprzedzone licznymi koncertami. Niskonakładowy minialbum wydali w 1985 r. sami muzycy jako Tower Release, przy wsparciu Jungle Records. Wkrótce potem odszedł Whisker, zespół pozyskał drugiego gitarzystę – Petera Yatesa i nową wytwórnię Beggars Banquet Records, a dokładniej jej pododdział ds. muzyki niezależnej - Situation 2. Jej to nakładem ukazał się singiel Power (1986). Dzięki wielu występom i konsekwentnie budowanemu wizerunkowi, łącząc z jednej strony zewnętrzne atrybuty rodem ze spaghetti westernów a zamiłowaniem do zgłębiania mrocznych i tajemnych sfer egzystencji z drugiej, muzycy pozyskali grupę oddanych fanów. Zespół - chcąc nie chcąc - został wpisany przez krytyków w stylistykę rocka gotyckiego.
Ukazaniu się kolejnego singla Preacher Man (zajął drugie miejsce na liście niezależnych) towarzyszył pierwszy teledysk, wyreżyserowany przez Richarda Stanleya, który stał się na lata bliskim przyjacielem Carla. W 1987 r. wyszedł debiutancki album Dawnrazor i znalazł spore zainteresowanie w prasie muzycznej. Widowiska jakie kreowali na koncertach (tylne światła w kłębach dymu, porywające potężne brzmienie, demoniczny wokal), wpędzające na przemian  w skrajne stany emocjonalne i niemały szum medialny sprawił, iż stali się idolami dla wielu naśladowców.
Kolejne single Blue Water i Moonchild oprawione wizjonerskimi obrazami, wspięły się na szczyt listy niezależnych. Promowały one album The Nephilim (1988), który w Anglii osiągnął pozycję nr 12 na Album Charts oraz pierwszy koncertowy zapis video Forever Remain. Singiel Psychonaut, wydany rok później, zainspirowany był ideą złotego podziału i uznano go za najbardziej eksperymentalne dzieło grupy. Na różnych wersjach singli ukazał się w czterech częściach, choć krążą plotki o istnieniu pełnej wersji 20-minutowej. Przyszedł również czas na kolejną kasetę video: zbiór wszystkich teledysków - Morphic Fields.
Zespół ciągle koncertował. Mimo to znalazł czas na nagranie trzeciego albumu Elizium, wspartego singlami For Her Light i Sumerland. Trasa promocyjna Elizium zaowocowała płytą koncertową Earth Inferno i kolejnym zapisem obrazu Visionary Heads (1991). Występy stały się niezwykle energetyzujące, hipnotyczne, a publiczność bez najmniejszego oporu poddawała się mistycyzmowi widowisk kreowanych przez Carla. Niestety to był koniec. Od czasu nagrywania Psychonaut narastały konflikty na linii zespół-wytwórnia, a także między samymi muzykami. Utrzymywano to w tajemnicy.
Na początku 1991 r. w 'Town and Country Club' odbyły się 2 ostatnie występy Fields of the Nephilim pt. Fire Festivals. Drogi artystyczne McCoya i jego muzycznych kowbojów rozeszły się.

### 1991–1998

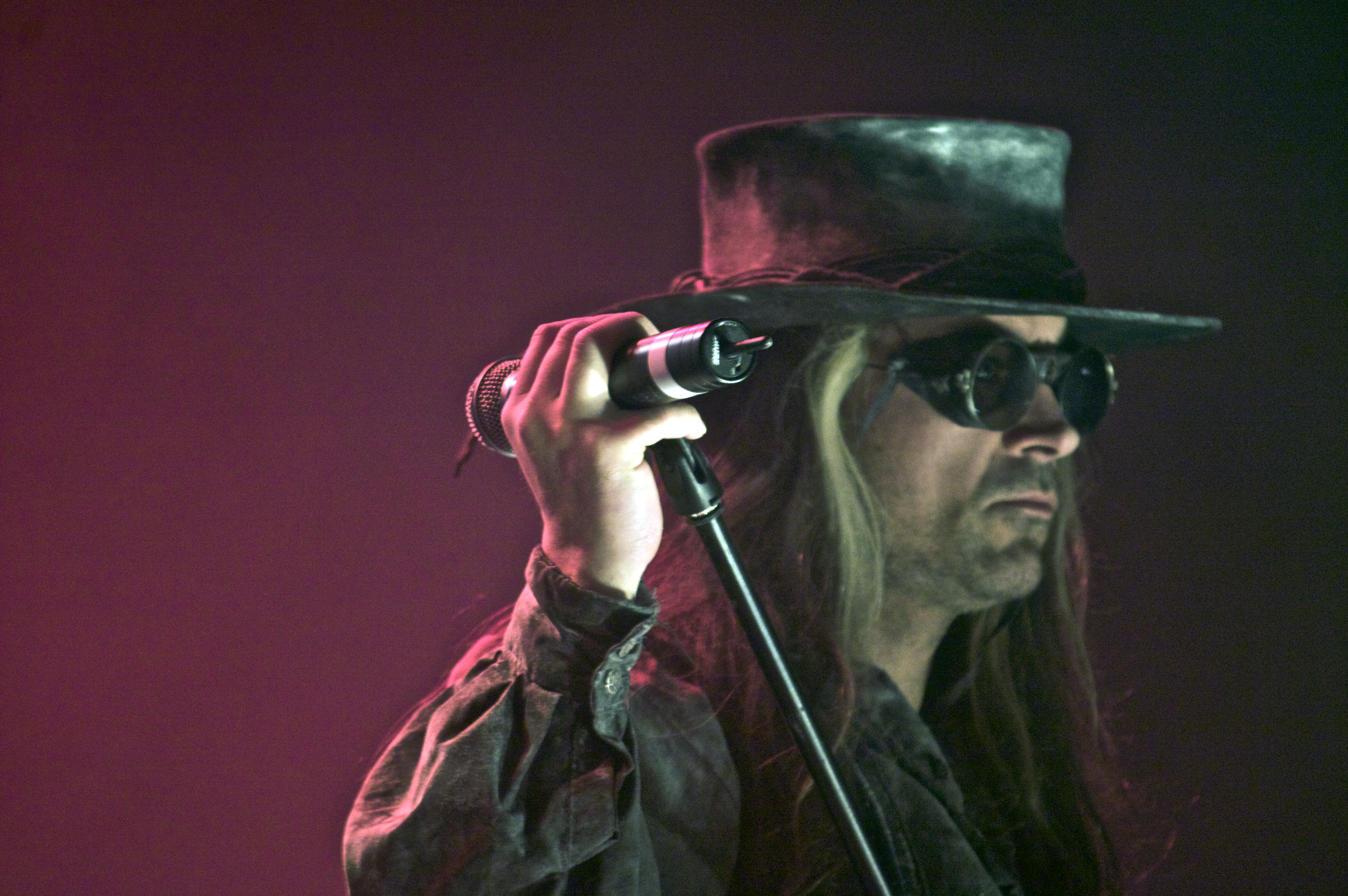
Carl McCoy

Zespół odczuwał trudy wieloletniej pracy i ciągłych tras koncertowych oraz presję wzrastających wymagań wytwórni fonograficznej. Decyzja o zawieszeniu działalności muzycy podjęli wspólnie, potrzebowali czasu na odpoczynek i realizację własnych projektów. Ale jednocześnie zapewniali: Fields of the Nephilim będzie istniał zawsze. Na pożegnanie ukazał się koncertowy album Earth Inferno, a wkrótce potem kaseta video Visionary Heads. W tym samym roku, we Włoszech wydano całkowicie nielegalnie dwie pierwsze ep-ki pod wspólnym tytułem Laura, dodatkowo w fatalnej jakości.
Pettitt, Yates i Wrightowie zaangażowali nowego wokalistę Andy’ego Delaneya i pod nazwą Rubicon dość szybko wydali pierwszą płytę o znamiennym tytule What's Starts, Ends (1992). Trzy lata później ukazał się kolejny krążek Room 101, który zakończył historię Rubiconu. Oba albumy przynosiły muzykę nieco podobną do twórczości The Nephilim, choć bardziej rockową i pozbawioną wszystkich tych gotyckich naleciałości.
Carl początkowo poświęcił się filmowi, zagrał epizodyczną rolę w Hardware Stanleya. Potem zaszył się we własnym studiu i zaczął pracę nad materiałem. W wywiadach z lat 1992 i 1993 informował o swojej nowej metamorfozie – The Nefilim, niosącym powiew świeżości. Zapowiadał muzykę melodyjną, atmosferyczną a z drugiej strony ciężką i pełną kontrastów. Mimo iż owoc nowego wcielenia McCoya był już na ukończeniu, światło dzienne ujrzał dopiero w 1996 r. Zoon był lekkim zaskoczeniem dla fanów - przynosił muzykę znacznie ostrzejszą niż się spodziewano, bardziej z pogranicza ciężkich odmian metalu niż gotyku. Trasa promocyjna „Nefilim Tour” nie doszła jednak do skutku, a przyczyną miały być znowu kłopoty z wytwórnią
W międzyczasie Beggars Banquet jeszcze raz sięgnęła do archiwów i wydała kompilację Revelations, zawierającą utwory w wersjach znanych tylko z singli i maxisingli.

### 1998-2008
15 sierpnia 1998 roku podczas gotyckiego festiwalu Zillo w Niemczech, odbyła się konferencja prasowa, w której udział wzięli Carl McCoy i Tony Pettitt. Oficjalnie ogłoszono reaktywację FOTN w „klasycznym” składzie (chociaż bez Petera Yatesa). Poinformowano również o pracy nad dwoma równoległymi projektami i zaprezentowano próbki nowego materiału.
Na kolejne wieści trzeba było czekać do roku 2000. Muzycy dodali litery „AD” do nazwy zespołu i zapowiadali płytę bliższą Elizium niż Zoon, ale bardziej świeżą i nowoczesną. Za materiał odpowiadał głównie Pettitt, który wraz z McCoyem tworzyli fundament zespołu. Bracia Wright opuścili ich, nie mogąc odnaleźć się w nowej muzycznej konwencji i założyli własną grupę – Last Rites. Aby skrócić fanom oczekiwanie na płytę, pod egidą Jungle Records wydano singiel z remiksami starszych utworów One more nightmare AD/Darkcell AD a FOTN AD wystąpił na 4 letnich festiwalach: „Woodstage”, „Roskilde”, „Eurorock” i „M’era Luna”.
Potem grupa zniknęła. Dochodziły jedynie informacje o ciągłym szlifowaniu albumu, przekładaniu daty jego premiery i odwoływaniu kolejnych występów.
W lipcu 2001 roku wytwórnia Jungle Records wypuściła From Gehenna to Here, odnowioną i zremasterowaną wersją nielegalnej Laury. Fani oczekujący nowego materiału byli rozczarowani.

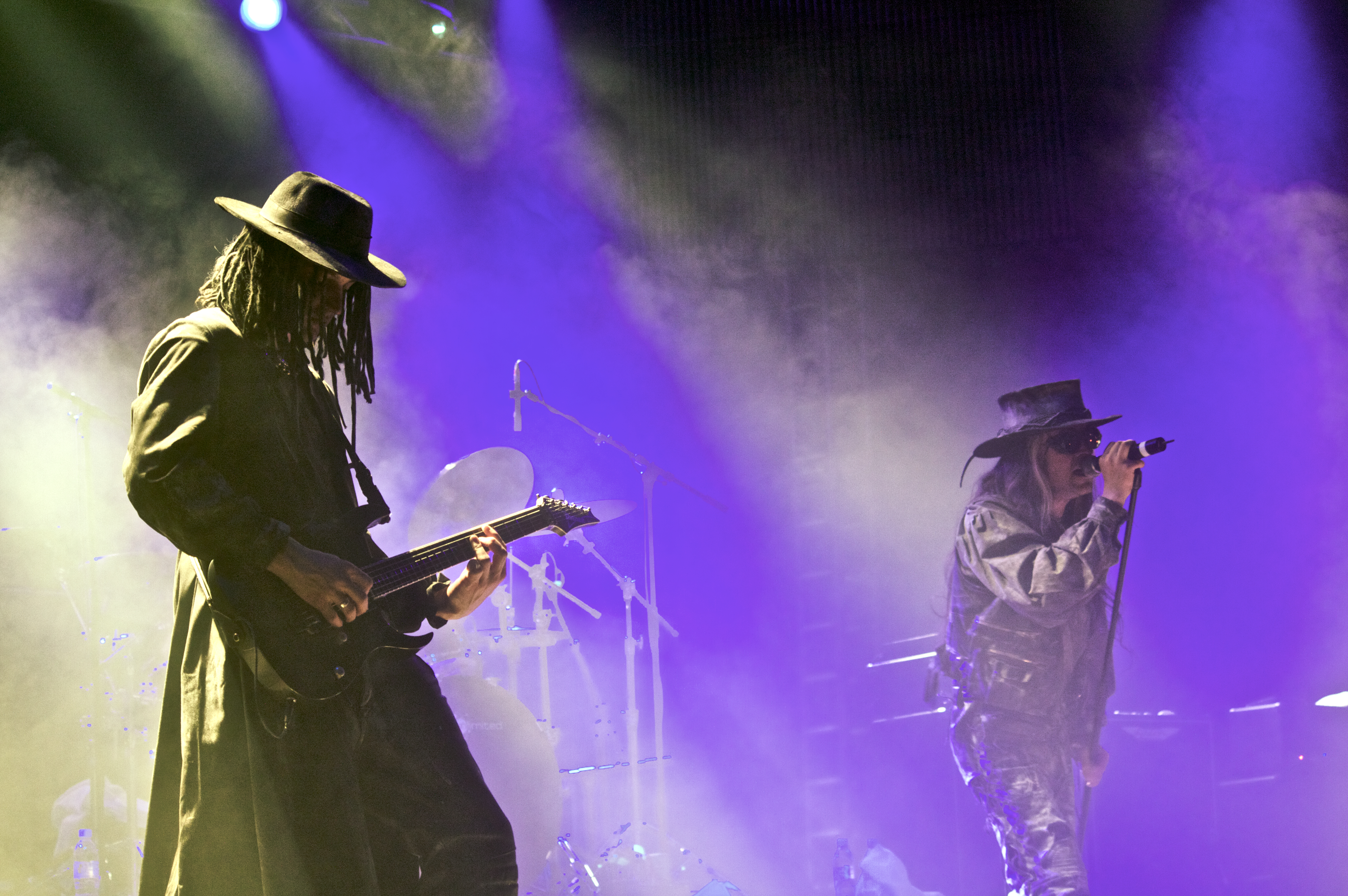
Fields of the Nephilim, 2008

Wreszcie we wrześniu 2002 r. światło dzienne ujrzał singiel From The Fire, a w październiku płyta Fallen. Wywołało to wielkie oburzenie McCoya, który w oficjalnym oświadczeniu na swojej stronie internetowej stanowczo odciął się od wszelkich poczynań wytwórni Jungle Records. Nota bene włodarze wytwórni spodziewając się reakcji frontmana, aby zminimalizować straty z tym związane, zamieścili zawczasu apel skierowany wprost do fanów FOTN, nawołujący do zakupu wszystkich wersji singla.
Po perypetiach z albumem Fallen, Tony Pettitt zajął się komponowaniem materiału dla projektu NFD, który utworzył wraz z Peterem White’em, Simonem Rippinem i Johnem Carterem.
Po kolejnych trzech latach, pod koniec 2005 r., pojawił się album Mourning Sun i od razu został przyjęty z ogromnym entuzjazmem. Serię koncertów, które po wydaniu płyty odbyły się w całej Europie, podsumowuje dvd Paradise Regained (jesień 2008). Trasa zahaczyła nawet o Polskę, gdzie 15.03.2008 w warszawskiej 'Stodole', odbył się pierwszy koncert FOTN.
Tymczasem Jungle Records, kontynuując swoją politykę, wydało pod nazwą Fields of the Nephilim 3-płytową kompilację Genesis & Revelations (2 cd + dvd), będącą zlepkiem fragmentów koncertów i wcześniejszych utworów w wersjach demo. Wywołało to kolejną nieprzychylną reakcję ze strony Carla, który przestrzegł fanów przed marnowaniem pieniędzy na coś, czego jakość daleko odbiega od standardów Nephilim. Wytwórnia natomiast, broniąc swego prawa do wydawania posiadanych materiałów, oświadczyła, iż udziały w dochodach ze sprzedaży zarówno Fallen jak i Genesis & Revelations mają wszyscy muzycy, którzy zaznaczyli swoją obecność na tych wydawnictwach.

## Dyskografia
| 1984 | McCoy, Pettitt, Whisker, Wright, Wright |
| 1985 | McCoy, Pettitt, Wright, Wright, Yates   |
| 1991 | (działalność zawieszona)                |
| 1998 | McCoy, Pettitt, Wright, Wright          |
| 2000 | McCoy, Pettitt                          |
| 2002 | McCoy                                   |

### Single
- Power, 1986
- Preacher Man, 1987
- Dawnrazor, 1987
- Blue Water, 1987
- Moonchild, 1988
- Psychonaut, 1989
- For Her Light, 1990
- Sumerland, 1990
- One More Nightmare (Trees Come Down A.D.), 2000
- From The Fire, 2002
- Straight To The Light, 2005

### Minialbumy
- Burning the Fields, 1985
- Returning to Gehenna, 1986
- BBC Radio 1 – Live In Concert, 1988

### Albumy
- Dawnrazor, 1986
- The Nephilim, 1988
- Elizium, 1990
- Mourning Sun, 2005

### Albumy koncertowe i kompilacje
- Earth Inferno, 1991
- BBC Radio1 Live In Concert, 1992
- Revelations, 1993
- Ceromonies: Ad mortem, Ad Vitam, 2012

### Inne wydawnictwa
- Laura, 1991
- From Gehenna to Here, 2001
- Fallen, 2002 (demo)
- Genesis & Revelations, 2006

## Wideografia
- Forever Remain, 1988 (live)
- Morphic Fields, 1989
- Visionary Heads, 1991 (live)
- Revelations, 1993
- Revelations / Forever Remain/ Visionary heads, 2002
- Paradise Regained, 2008
- Ceromonies: Ad mortem, Ad Vitam, 2012